# Pablo Francisco
Pablo Ridson Francisco, född 5 januari 1974 i Tucson, Arizona, är en amerikansk ståuppkomiker.
Pablo Francisco är bosatt i Los Angeles, hans föräldrar är från Chile. Han är välkänd för sina imitationer och skicklighet på att göra ljudeffekter.